# Радкевич, Станислав (польский коммунист)
Станислав Радкевич (пол. Stanisław Radkiewicz; 19 января 1903, дер. Размерки, Гродненская губерния, Российская империя — 13 декабря 1987, Варшава, ПНР) — польский коммунистический политик и государственный деятель, в 1944–1954 – министр общественной безопасности, с 1948 по 1956 — член Политбюро ЦК ПОРП. Один из основателей карательных органов ПНР и организаторов политических репрессий [источник https://hse.haha.ru/282chelover#2].

## Ранняя биография
Родился в крестьянской семье. Окончил три класса начальной школы. В 1915, при отступлении русской армии, его семья перебралась в деревню Ефремовка под Бузулуком. В ходе Октябрьской революции 15-летний Станислав Радкевич вступил в комсомол, работал в канцелярии городского Совета Бузулука.
После заключения Рижского договора между РСФСР и Польщей в 1922 с родителями вернулся в Польшу (Антоний Радкевич, брат Станислава, остался в СССР и поступил на службу в РККА, в 1937 был расстрелян). На следующий год нелегально прибыл в СССР. По направлению Польского бюро Коммунистической партии Белоруссии прошёл курс обучения в Коммунистическом университете национальных меньшинств Запада имени Мархлевского, который окончил в 1924 году.

## Партийная работа и военная деятельность
В 1925 нелегально прибыл в Польшу в качестве агента Коминтерна и активиста Коммунистического союза польской молодёжи. В 1928 был арестован властями Польши за деятельность, направленную против суверенитета и независимости Польши. Отбыл четыре года заключения, подписал обязательство прекратить всякую политическую деятельность. Освободившись, вступил в Коммунистическую партию Польши (КПП), занимал различные должности в партийном аппарате (в том числе секретаря окружного комитета партии). Также арестовывался в 1933 и 1937 годах.
После роспуска Коминтерном коммунистической партии остался в Варшаве имел доверенность на ликвидацию существовавших организационных подразделений КПП. Затем работал, среди прочего, рабочим на стройках.
При нападении Германии на Польшу некоторое время служил в Рабочей бригаде обороны Варшавы, после чего ушёл на территорию, занятую советскими войсками. Имел советское гражданство, вступил в ВКП(б). Работал в инспектором районного отдела народного образования белорусского города Коссово, на стройке, в колхозе. В 1940–1942 годах лейтенант Красной Армии. После начала советско-германской войны направлен на Западный фронт, в 1942 году демобилизован и переведён на тыловые работы в трудовых батальонах.
В 1943 вступил в польские вооружённые силы на территории СССР под командованием Зыгмунта Берлинга. Служил заместителем командира 2-го лёгкого артиллерийского полка 2-й пехотной дивизии по политической части. С октября 1943 года в  Белоомуте Московской области руководил формированием отдельного штурмового батальона – диверсионно-разведывательного подразделения, заложившего организационно-кадровую основу будущих вооружённых сил госбезопасности послевоенной Польши. С 1943 состоял в новой польской компартии ППР, с 1944 – в Союзе польских патриотов.

## В партийно-государственном руководстве
При создании Польского комитета национального освобождения (ПКНО) 21 июля 1944 в звании полковника возглавил Ведомство общественной безопасности (RBP). Структурную основу RBP составлял департамент контрразведки, во главе которого стоял опытный оперативник подполковник Роман Ромковский. Кадры комплектовались в основном из числа партийных активистов с опытом довоенного подполья, бойцов Армии Людовой и испанских интербригад. Предпочтение отдавалось сотрудникам советских спецслужб или выпускникам курсов НКВД. С самого начала органы госбезопасности создавались при активном участии МГБ СССР.
1 января 1945 RBP был преобразован в Министерство общественной безопасности (МОБ). Министром во временном правительстве Эдварда Осубки-Моравского был назначен С. Радкевич, которому было присвоено звание генерала бригады (в 1947 – генерала дивизии). Он сохранил этот пост в кабинетах Юзефа Циранкевича и Болеслава Берута.
```
С 1944 по 1947 состоял в 
Крайовой Раде Народовой
, депутатом Национального национального совета, Законодательного Сейма и 
Сейма Польской Народной Республики
 первого созыва.
```

В высшем партийном руководстве, во главе которого стоял Б. Берут, куратором силовых структур был Якуб Берман. Ближайшим соратником Радкевича являлся заместитель министра Ромковский. Берут, Берман, Радкевич и Ромковский считаются главными организаторами политических репрессий в послевоенной Польше.
Ещё до окончания Второй мировой войны, весной 1945, штатный аппарат МОБ достиг 12 тысяч человек, а к 1953 – 33 тысяч. В МОБ также входили Корпус внутренней безопасности (аналог советских ЧОН, более 40 тысяч бойцов), гражданская милиция (70 тысяч в 1945, 47,5 тысячи в 1953), погранвойска (более 30 тысяч), тюремная и пожарная охрана, массовая военизированная организация Добровольный резерв гражданской милиции (примерно 125 тысяч в 1946).
МОБ являлось главным инструментом репрессивной политики сталинистского режима Берута, им осуществлялось подавление оппозиции и церковного влияния, этнические чистки. Репрессиям подвергались не только вооружённое антикоммунистическое подполье и украинское националистическое движение, но и легальная оппозиция, прежде всего Крестьянская и Народная партии Станислава Миколайчика, социалисты, независимые профсоюзы. Структуры МОБ играли основную роль в проведении Операции «Висла» – депортации украинского населения из юго-восточных районов Польши.
С декабря 1945 по декабрь 1948 С. Радкевич – член политбюро ЦК ППР, с декабря 1948 – член ЦК и политбюро ЦК ПОРП. В 1946–1948 состоял в Государственной комиссии безопасности, с 24 февраля 1949 – член Комиссии по безопасности ЦК ПОРП, главного координационного органа сил госбезопасности.
При этом он, по мнению ряда исследователей, не являлся самым влиятельным функционером министерства. Его заместитель и начальник контрразведки генерал бригады Ромковский, начальник следственного департамента полковник Ружаньский, начальник политического департамента полковник Бристигер, начальник департамента по внутрипартийным делам полковник Фейгин имели прямой выход на Бермана, минуя министра Радкевича.

## Десталинизация и отстранение от власти
Смерть Сталина ослабила позиции ортодоксально-сталинистских группировок в руководящих кругах стран Восточной Европы. Позиции сталинистов в МОБ были подорваны также скандальным побегом на Запад подполковника Святло, ответственность за который легла на министерское руководство. 9 декабря 1954 С. Радкевич был снят с поста министра, а само министерство расформировано. В июле 1955 был выведен из состава политбюро. С 7 декабря 1954 по 19 апреля 1956 был министром государственного сельского хозяйства.
После октябрьских событий 1956 в Польше ускорился процесс десталинизации. Некоторые функционеры МОБ, отличавшиеся особой жестокостью (генерал Ромковский, полковники Ружаньский и Фейгин) предстали перед судом и получили реальные сроки заключения; другие были уволены из органов безопасности. С. Радкевич, как и Я. Берман, ограничился «партийной самокритикой», после чего был выведен из ЦК и в 1957 исключён из ПОРП. С 1958 директор отдела инвестиций Управления государственных резервов, в 1963–1968 – генеральный директор этого управления.
Восстановлен в партии в 1960. В 1968 вышел на пенсию.

## В отставке
В дальнейших политических событиях участия не принимал, оставаясь при этом членом ПОРП.
Хотя С. Радкевич принадлежал к партийной группировке, потерпевшей поражение в политическом противоборстве, он не вызывал сильного отторжения в правящих кругах ПНР (в отличие от Бермана), не был лишён званий и наград. На его кончину официальный орган ПОРП Trybuna Ludu отреагировал уважительным некрологом.